# Madison (Florida)
Madison és una població dels Estats Units, seu del comtat de Madison, a l'estat de Florida. Segons el cens del 2000 tenia 3.061 habitants.

## Demografia
Segons el cens del 2000, Madison tenia 3.061 habitants, 1.227 habitatges, i 764 famílies. La densitat de població era de 467,1 habitants/km².
Dels 1.227 habitatges en un 30,8% hi vivien nens de menys de 18 anys, en un 31,6% hi vivien parelles casades, en un 27,2% dones solteres, i en un 37,7% no eren unitats familiars. En el 33% dels habitatges hi vivien persones soles el 16,2% de les quals corresponia a persones de 65 anys o més que vivien soles. El nombre mitjà de persones vivint en cada habitatge era de 2,44 i el nombre mitjà de persones que vivien en cada família era de 3,13.
Per edats la població es repartia de la següent manera: un 29,1% tenia menys de 18 anys, un 10,7% entre 18 i 24, un 24,9% entre 25 i 44, un 19% de 45 a 60 i un 16,3% 65 anys o més.
L'edat mediana era de 32 anys. Per cada 100 dones de 18 o més anys hi havia 77,6 homes.
La renda mediana per habitatge era de 17.656 $ i la renda mediana per família de 22.988 $. Els homes tenien una renda mediana de 24.101 $ mentre que les dones 23.750 $. La renda per capita de la població era de 10.041 $. Entorn del 37% de les famílies i el 39,9% de la població estaven per davall del llindar de pobresa.

## Poblacions més properes
El següent diagrama mostra les poblacions més properes.